# 凱旋門 (ブカレスト)
凱旋門 (ルーマニア語: Arcul de Triumf) は、ブカレスト北部のキセリョフ道路にある。

## 沿革ー
1878年、露土戦争でルーマニアが独立を勝ち取ると、勝利した軍隊がくぐれるように、木製の凱旋門が急いでつくられた。石膏の精巧な彫刻がほどこされたコンクリートの凱旋門は、ペトレ・アントネスクが設計し、第一次世界大戦後の1922年に同じ場所に建設された。その後、アーチの外観は状態が悪化していたが、1935年に、現在のより落ち着いた新古典主義のデザインへと改修された。新しいデザインは、パリのエトワール凱旋門に近づけたものとなっており、石造の新たな門は同じペトレ・アントネスクの設計により、1936年12月1日に完成した。
凱旋門の高さは27mで、底部は25x11.50mの長方形となっている。ファサードの彫刻は、イオン・ジャレアやディミトリエ・パシウレアなど、ルーマニアの著名な彫刻家たちによって製作された。
現在では、毎年12月1日の国民の祝日（統一記念日）になると、門の下で軍事パレードが開催される。
ルーマニア王室の住居となっているエリザベータ宮殿は、凱旋門の近くにあるヘラストラウ公園に置かれている。

## ギャラリー

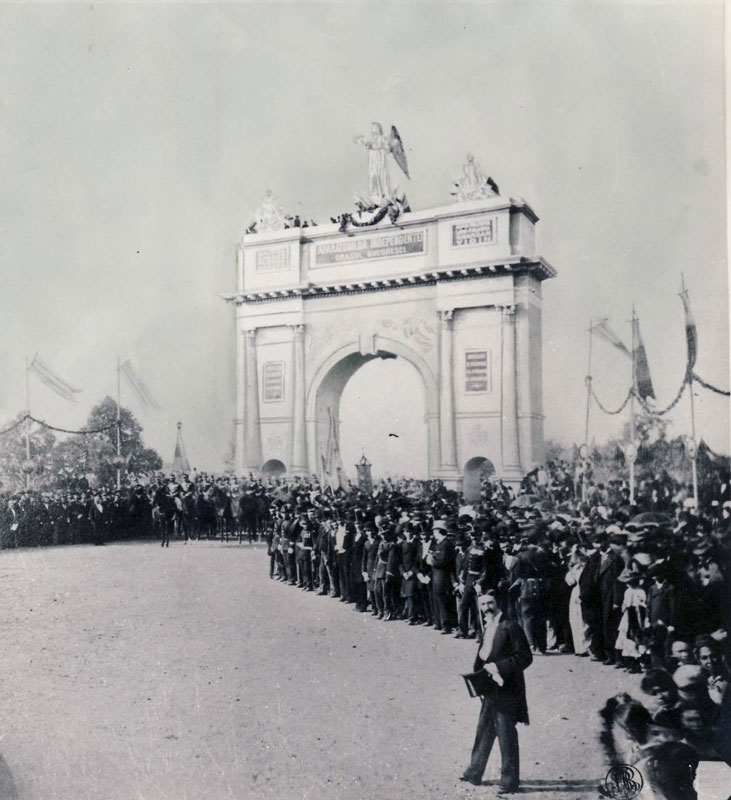
1878年完成当時の凱旋門
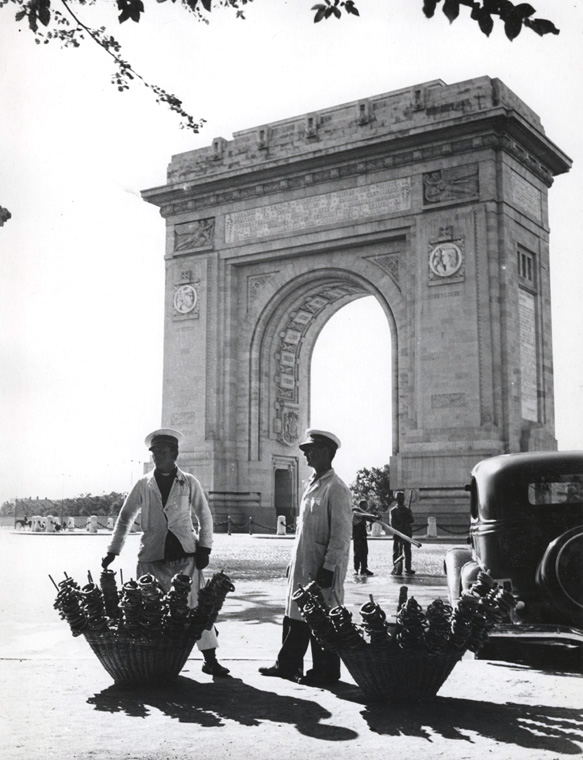
凱旋門前を歩く行商人（1923年）
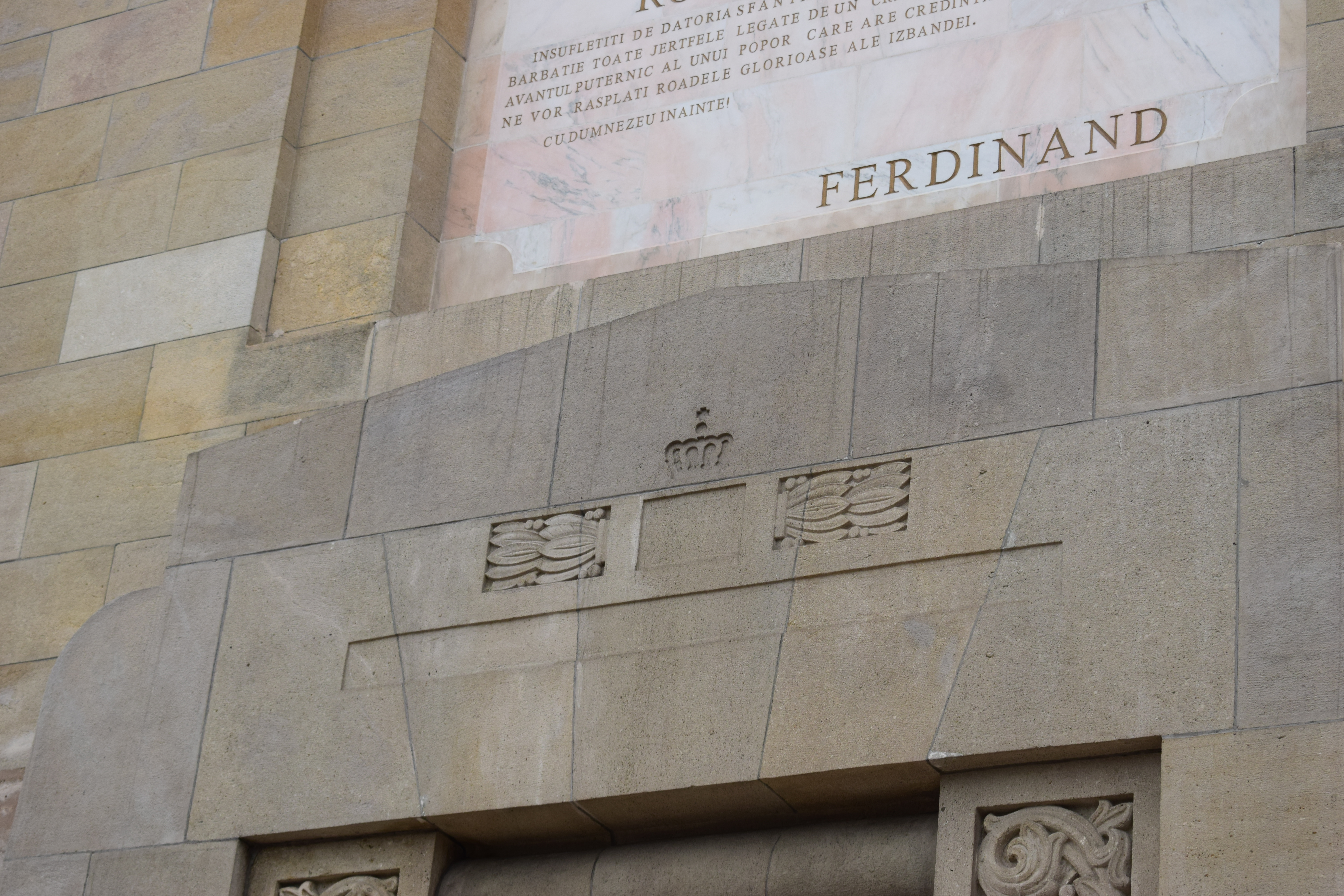
東側にファサードに描かれるルーマニア王室の王冠
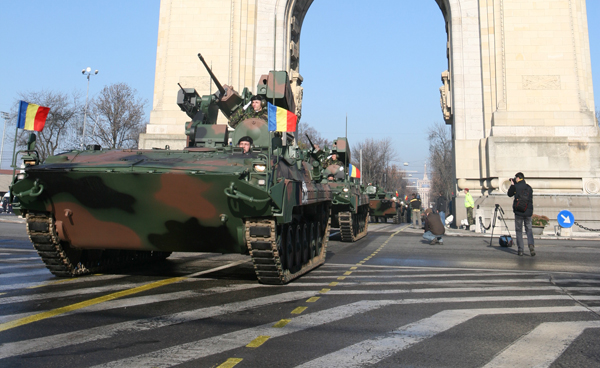
軍事パレードの様子
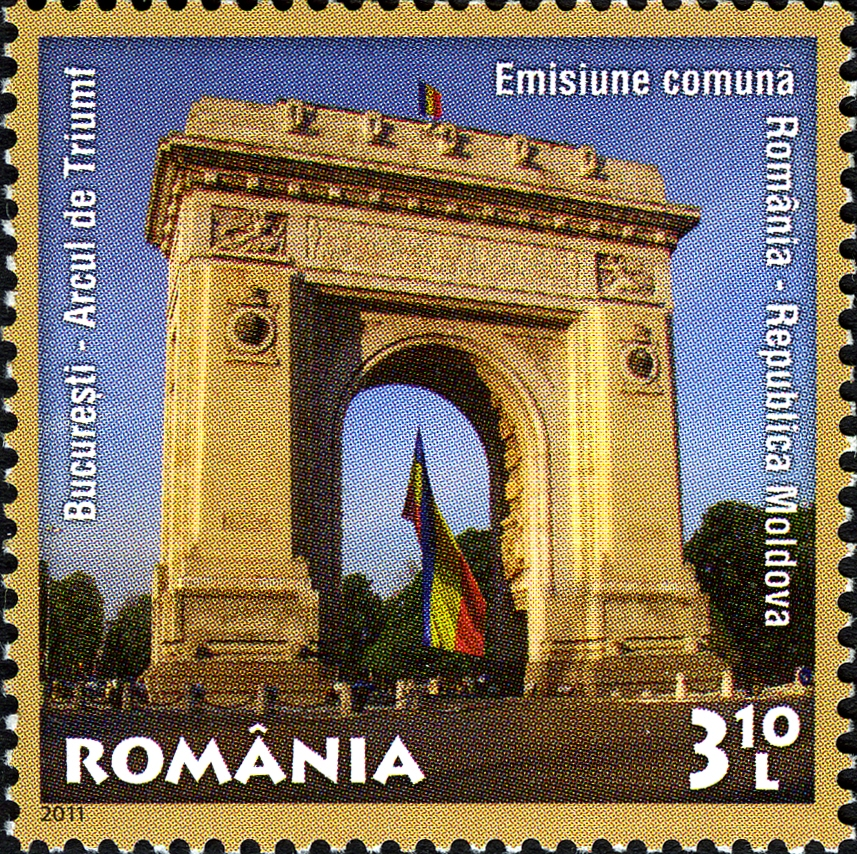
切手に描かれた凱旋門